# Varicorhinus
A Varicorhinus  a csontos halak (Osteichthyes) főosztályának sugarasúszójú halak (Actinopterygii)  osztályába, a pontyalakúak (Cypriniformes) rendjébe, a pontyfélék (Cyprinidae) családjába, és az Barbinae alcsaládjába tartozó nem.

## Rendszerezés
A nemhez az alábbi 42 faj tartozik:
- Varicorhinus alticorpus
- Varicorhinus altipinnis
- Varicorhinus ansorgii
- Varicorhinus axelrodi
- Varicorhinus babeensis
- Varicorhinus barbatulus
- Varicorhinus beso
- Varicorhinus brauni
- Varicorhinus capoetoides
- Varicorhinus clarkeae
- Varicorhinus dimidiatus
- Varicorhinus ensifer
- Varicorhinus fimbriatus
- Varicorhinus iphthimostoma
- Varicorhinus jaegeri
- Varicorhinus jubae
- Varicorhinus latirostris
- Varicorhinus leleupanus
- Varicorhinus longidorsalis
- Varicorhinus lufupensis
- Varicorhinus macrolepidotus
- Varicorhinus mariae
- Varicorhinus maroccanus
- Varicorhinus nelspruitensis
- Varicorhinus pellegrini
- Varicorhinus platystomus
- Varicorhinus pungweensis
- Varicorhinus robertsi
- Varicorhinus ruandae
- Varicorhinus ruwenzorii
- Varicorhinus sandersi
- Varicorhinus semireticulatus
- Varicorhinus steindachneri
- Varicorhinus stenostoma
- Varicorhinus thacbaensis
- Varicorhinus tornieri
- Varicorhinus upembensis
- Varicorhinus varicostoma
- Varicorhinus werneri
- Varicorhinus wittei
- Varicorhinus xyrocheilus
- Varicorhinus yeni